# Mignet HM-6
Le Mignet HM-6 est un avion conçu par Henri Mignet dans les années 1920.